# アイムジャグラーEX
『アイムジャグラーEX』は、2007年1月に北電子が発売した5号機のパチスロ機。保安通信協会（保通協）における型式名称も同名。略称「アイジャグ」。本項ではその後継機（同名の6号機含む）についても記載する。

## 概要
5号機初のジャグラーシリーズであり、これまでの4号機の『ジャグラー』（以降、従来機と記述）シリーズとはリール配列・役構成・内部確率などが異なっているものの、4号機同様にプレイヤーの引き次第で「ジャグ連」「北連」と呼ばれるボーナス当選の偏りを起こすことは可能である。また、GOGOランプは大きくなり、『ジャグラーV』までの豆電球らしさを5個のLEDを使って表現している。
ボーナスの獲得枚数は、ビッグボーナスで純増約325枚（336枚を超える払い出しで終了）・レギュラーボーナス（チャレンジタイム）で約104枚（98枚を超える払い出しで終了）。ボーナス時は、強制的に1枚掛けプレイとなる。
ビッグボーナス中は、ブドウ以外の役が成立したときに取りこぼすと獲得枚数が減るが、レギュラーボーナスは左リールを最初に押せば最大獲得が可能。
なお、通常時でも1枚掛けや2枚掛けでプレイでき、3枚掛けのときと同様に5つの絵柄ラインが有効になるが、小役やボーナスの抽選確率は3枚掛けの時に比べ大幅に低くなっている。
発売のタイミングは、『ゴーゴージャグラーV』の検定切れ（2007年1月 - 2月）による入替需要を意識したものである。
2007年1月時点では『ピンクパネル』のみだったが、同年4月には『グリーンパネル』、10月には『ブラックパネル』がそれぞれ発売された。
2009年9月に検定期限切れを迎えたものの、依然として高い人気を誇っていることから多くのホールでは認定による設置期限延長を希望し、その数は全日本遊技事業協同組合連合会（全日遊連）が同年1月に取りまとめただけでも約17万5千台（「アイムジャグラー7」を含めれば約19万2千台）にも上った。この結果として大半の店では3年間の設置期限延長認定を受け、2012年現在でも相当数が稼働中となっているが、中古パチンコ・パチスロ機の売買における業界の自主規制基準である「中古遊技機流通健全化要綱」において検定期限切れ後の認定申請（＝設置期限の再延長）が認められていないことから、遅くとも2012年9月の設置期限満了までに撤去するか、みなし機として使用を続けるか選ばなければならない。しかしながら設置から10年が経過した2017年に入っても全国のおよそ16％のホールがみなし機として設置を続けている現状であり、今後みなし機に関する規制が強化される可能性がある。

## 告知形式
従来機の告知方法の大半を取り入れた、ジャグラーシリーズの集大成ともいえる内容となっている。
- 先告知:ボーナス成立時の1/4で先告知となる。告知のタイミングは3種類で、それぞれ1/3ずつに振分けられる。
  - レバーオン時（『ジャグラーガール』を継承）
  - リール始動時（『ゴーゴージャグラーV』を継承）
  - 停止ボタン有効時（『ジャグラーV』を継承）
- 後告知:ボーナス成立時の3/4で後告知となる。告知のタイミングは、第3停止のボタンを離した時。種類は2種類で、それぞれ1/2ずつに振分けられる。
  - 音無し（いわゆる通常の告知方法）
  - 音有り（『ジャグラーガール』を継承）

　告知音は、『一斗缶で頭を殴る音』をイメージしている。

## ボーナス確率
BIGは7絵柄揃い、REGは7・7・BARの1種類ずつ。従来機ではBIGだったBAR絵柄揃いは、本機ではリール制御により揃わない出目となっている。
BIG確率とREG確率は解析値、合成確率と機械割はメーカー発表値。
| 設定 | BIG確率  | REG確率  | 合成確率 | 機械割  |
| ---- | -------- | -------- | -------- | ------- |
| 1    | 1/287.44 | 1/455.11 | 1/176.2  | 95.85%  |
| 2    | 1/282.48 | 1/442.81 | 1/172.5  | 96.70%  |
| 3    | 1/282.48 | 1/348.60 | 1/156.0  | 98.71%  |
| 4    | 1/273.03 | 1/321.25 | 1/147.6  | 100.80% |
| 5    | 1/273.03 | 1/268.59 | 1/135.4  | 102.80% |
| 6    | 1/268.59 | 1/268.59 | 1/134.3  | 105.16% |

## 小役重複当選
従来機との大きな変更点の1つが、小役との重複当選（BIG/REG共通）である。本機ではチェリーの一部で、ボーナスとの重複当選が行われる。特に、従来機のリーチ目表示の中にあった『左リールのみのチェリー出現（いわゆる単チェリー）時のボーナス成立』が現実のものになった（ただし、連チェリー時にボーナス当選となることもある）。発生率はチェリーのうち約1割であるが、左リールにチェリーが出現した時点で捨てゲームとなってしまった従来機と異なり、チェリーでも「ネジネジ」する楽しみが増えている。なお、チェリー重複のボーナスでも先光りは発生するため、実際にチェリーが出現したときの期待度は解析値（チェリー当選したときの期待度）よりも低くなっている。

## プレミアムアクション
- 7絵柄テンパイ時に、テンパイ音が鳴らないとBIG確定。
- 7絵柄とBAR絵柄がテンパイ時に、テンパイ音が鳴るとBIG確定。
- ボーナス終了後の1G目にBIGが成立すると、BIG中のBGMが『軍艦マーチ』となり、BIG1回転目のみ「いらっしゃいませーいらっしゃいませー」とダミ声でコールが入り、払い出し音も「はいジャンジャンバリバリジャンジャンバリバリ」というコールに変化する。BIG終了後には、締めのBGMと共に「ありがとうございましたー」とコールする。
- ボーナス終了後の、100G以内のゾロ目G（11G、22G……99G）にBIGが成立すると、BIG中のBGMが『運命』になる。

## その他
- BIG絵柄が揃うと、従来機の7揃い/BAR揃いファンファーレがそれぞれ1/2の確率で流れる（どちらが鳴るかは、前回ボーナスからのゲーム数によって決まる）。
- BIG中は従来機の小役ゲームBGM、REG中は従来機のJACゲームBGMが流れる。
- ベル・ピエロは順押しで、同時にフォロー出来ない配列となっている。逆押しでは完全フォロー可能であるが、各々の確率が約1/1000となり実質的には毎ゲーム狙う意味がなくなった。
- 何枚掛けでも5ライン有効になるため、ボーナス絵柄を揃える時に1枚掛けをしても揃えやすくなった。
- 7絵柄が透過タイプとなったことで、目押しの難易度が下がった。
- プレミアムBGMである軍艦マーチと運命は、設定変更後の初ボーナスでは流れることがないため、朝一にプレミアムBGMが流れた場合は据え置きが確定する（設定変更後に、店側が故意・もしくは偶然当てた場合を除く）。
- GOGOランプの点灯告知の信号は外部出力が可能で、この外部出力に連動して告知音を発生させる装置が、ホールによっては取り付けられていることがある（これは5号機ジャグラー全てに共通）。またフラグの成立時ではなく、あくまでGOGOランプの点灯と同時に出力される（生入り時には外部出力されない）。

## アイムジャグラー7
アイムジャグラーEXの大ヒットを受け、2007年3月に『アイムジャグラー7』が発売された。形式名も同名。パネルは「グリーンパネル」、「ピンクパネル」の2種類で展開。
1枚掛け・2枚掛け時の全小役の配当が15枚に増えたが、ボーナス時に2枚掛けを必要とするため（EXは1枚掛け）、レギュラーボーナスの純増枚数はEXと同じであるものの、ビッグボーナスの純増枚数が最大312枚に減少した。その代わり、メイン小役であるブドウの確率が少し上がってコイン持ちが向上している。またボーナス確率が多少変更されており、設定6以外のボーナス合成確率がやや低くなった。また、チェリー当選時のリール制御が変更されており、BARなしチェリーでもペカるようになった。それ以外のゲーム性は、EXと同じである。
本機は歴代のアイムジャグラー対して設定５のビッグボーナスの確率を高めておりビッグボーナスに当選しやすい仕様になっている。

## 後継機
大ヒットとなったアイムジャグラーEXの後継機として、まず2009年7月に『アイムジャグラーSP』が発売された。形式名は「アイムジャグラーSPⅧ」。ゲーム性は『アイムジャグラーEX』をほぼ踏襲しており、スペック面でも近いものとなっている（ただしボーナスゲーム中の2枚掛けや獲得枚数は『7』と同様）。当初は「ピンクパネル」のみだったが、同年10月には「ホワイトパネル」も発売された。しかしあまりのアイムジャグラーEXの人気の高さが故に、入れ替えはなかなか進まなかった（設置期限が過ぎたために設置が出来ない新規開業の店舗には、よく導入された）。
そして認定を受けた後の設置期限到来を控え、スペックを極力近づけた後継機が複数発売された。

### アイムジャグラーAPEX
2011年3月発売。形式名は「アイムジャグラーAPEX Ⅵ」。基本ゲーム性や確率などはアイムジャグラーEXとほぼ同じであるが、リール制御が若干異なり、左リールにBAR無しのチェリーでもボーナスの可能性がある。ゾロ目BIG時のBGMの種類が増えているほか、1ゲームBIGの場合はボーナス中左上ランプが点灯する。
その他新しい告知として、レバーON時ファンファーレ（BIG確定）、第1、第2停止でGOGOランプ点灯、第3停止リールをネジリ（押しっぱなし）でGOGOランプ点灯、GOGOランプ非点灯時のBIGボーナス入賞（生入り）でGOGOランプ点灯など。

### ニューアイムジャグラーEX
2012年4月発売、型式名は「ニューアイムジャグラーEX-C」。新筐体になったものの、基本ゲーム性や確率などはアイムジャグラーAPEXとほぼ同じ。当初は「ピンクパネル」のみだったが、同年11月には「ブラックパネル」も発売された。
ゾロ目時のプレミアミュージックはAPEXよりも種類が減った。筐体上部の3連LEDが点滅というプレミアム演出が追加されている。またレバーON時のファンファーレは、APEXよりも高頻度で出現する。この系統の筐体では、リールのバックライトLEDが3つから2つに省略されている。
2014年8月には同一スペックで検定を取り直した「ニューアイムジャグラーEX-KT」が発売され、EX-Cと同様に当初は「ピンクパネル」のみだったが、同年11月には「クリスタルパネル」が発売された。
2016年には、EXを完全継承したと謳っている「レッドゴールドパネル」も発売された。形式名は「ニューアイムジャグラーEX-KA」と、やはりEX-C並びにEX-KTと同一スペックで検定を取り直したことが分かるスペックになっている。

### アイムジャグラーEX Anniversary Edition / EX-AE
2017年3月にジャグラーシリーズ誕生20周年を記念して登場したモデルで、パネルは「プレミアムピンク」と「プレミアムホワイト」の2色で展開。型式名は「アイムジャグラーEX-AnniversaryEdition/KK」。ゲーム性や確率はほぼEXに準ずるが、APEX同様左リールにBAR無しのチェリーでもボーナスの可能性がある。以後特記がない限り、本記事ではEX Anniversary Editionを「EX-AE/KK」と略す。
同年8月には初代EXの「ピンクパネル」を、2018年4月には初代EXの「グリーンパネル」を復刻させた「アイムジャグラーEX-AE」が発売された。形式名は「アイムジャグラーEX-AE/KT」で、スペックはEX-AE/KKと同一。以後特記がない限り「EX-AE/KT」と略す。
新たなプレミアム演出として、リール左上にEX-AE/KKは隠れジャグラーが、EX-AE/KTは隠れジャグリーがそれぞれ潜んでおりレバーオンで点灯（レバーオフで消灯）する演出や、通常はチェリー入賞時第3ボタンを押したままの状態でも払い出しがあるが、押したままでは払い出されないという演出が追加されている。ゾロ目時のプレミアムミュージックは「運命」「交響曲第25番第1楽章」「アイネ・クライネ・ナハトムジーク」の3曲になっている。
この筐体からはリプレイ時でのメダル投入ができるようになった。また、BIGボーナス後1G目にリールがぶれる、いわゆる「ガックン」が無くなった。

## アイムジャグラーEX（6号機）
2020年12月14日より稼動を開始した後継機種で、ジャグラーシリーズ初の6号機。形式名は「SアイムジャグラーEX-TP」。当初は「レッドパネル」のみだったが、2021年5月には「グリーンパネル」が発売された。
6号機になったことで、ボーナスの獲得枚数が大幅にダウン（ビッグが約252枚、レギュラーが約96枚）している。代わりに、1000円あたりのゲーム数は約40ゲームと上昇しているため、従来の5号機と変わらないゲーム性を実現している。また、GOGO!ランプは「CHANCE」部分も光るように変更された。更に、筐体上部に「JUGLLER」ランプが搭載され、プレミア演出（消灯、瞬き、レインボー）を行う場合がある。
リール配置は5号機のアイムとほぼ同じだが、中リールが一部変更され、2つあった7図柄が1つになった。また、従来のアイムでは揃うことがなかったバー図柄が、今作では揃う可能性がある。
ボーナス確率及び機械割も、5号機に比べて上昇している。表の数値は全てメーカー発表値。
| 設定 | BIG確率 | REG確率 | 合成確率 | 機械割 |
| ---- | ------- | ------- | -------- | ------ |
| 1    | 1/273.1 | 1/439.8 | 1/168.5  | 97.0%  |
| 2    | 1/269.7 | 1/399.6 | 1/161.0  | 98.0%  |
| 3    | 1/269.7 | 1/331.0 | 1/148.6  | 99.5%  |
| 4    | 1/259.0 | 1/315.1 | 1/147.6  | 101.1% |
| 5    | 1/259.0 | 1/255.0 | 1/128.5  | 103.3% |
| 6    | 1/255.0 | 1/255.0 | 1/127.5  | 105.5% |

### プレミア演出・音楽（6号機）
CHANCE部分も点灯することによって、多彩なプレミアパターンが追加された。
- レインボー - 「CHANCE」部分がレインボーに点灯する。
- 先CHANCE点灯 - 先告知で「CHANCE」部分が点灯する（通常は同時点灯）。
- GOGO!のみ点灯 - 先告知、後告知で「GOGO!」部分だけが点灯する（通常は同時点灯）。
- CHANCE遅れ - 「GOGO!」が先に光り、遅れて「CHANCE」が点灯する。
- GOGO!遅れ - 「CHANCE」が先に光り、遅れて「GOGO!」が点灯する。
- 遅れガコッ! - 通常はランプ点灯と同時に「ガコッ!」と鳴る告知音が、ランプが先に点灯してから「ガコッ!」と鳴る。
- 第1・第2リール停止時点灯 - 「みんなのジャグラー」同様、第1リールもしくは第2リールを押したときにランプが点灯する。
- レバーオンファンファーレ - 過去作（APEX以降）にもあった、レバーオンと同時にビッグ入賞時のファンファーレが鳴る。
- 告知キャラプレミアム - 中段チェリー停止時、BAR図柄揃い時はランプの上段にオッぽ・ベコたん・チュー助・トラっぴが、7テンパイの一部で右側にまろ吉・ツノっちが点灯する。
- テンパイ矛盾 - 7テンパイなのに告知音無し、逆にバー図柄でテンパイ音が鳴る。
- 強ガコッ! - 通常の「ガコッ!」音よりも大きい「ガコッ!」音が鳴る。
- 全無音 - レバーオンから第3リール停止までの音が全く鳴らない。
- ボーナス後5Gまでor100G以内のゾロ目GでBIGが成立している場合、第3停止ボタンを離さずに5.5秒待つと、右側にまろ吉・ツノっちが点灯する。

プレミア音楽は、100ゲームまでの（55ゲーム以外）ぞろ目時が初代アイム同様「運命」のみに変更され、ボーナス後1ゲーム目ビッグで「軍艦マーチ」（基本は男性バージョンで、特定のプレミア告知と重なると女性バージョンにもなる。）、2ゲームから5ゲームまでのビッグで「第九」。さらにビッグ後の55ゲーム目でビッグ成立時は「みんなのGOGO!CHANCE（歌唱：串田アキラ）」となり、ジャグラーシリーズで初のボーカル曲入りとなっている(この楽曲発生時に限り、ゴーゴーランプがボーナス入賞で消灯せず、ファンファーレ終わりまで、まわりの動物ランプと共にレインボーで全点灯しプレイヤーを祝福してくれる)。また、前述のゲーム数以外で「CHANCE」ランプがレインボー点灯した場合は「ウィリアムテル序曲 ガコッ! ver.」もしくは「革命のエチュード ガコッ! ver.」のどちらか、「GOGO!」ランプの上にリプレイキャラが出現した場合は、「エリーゼのために ガコッ! ver.」となる。